# Ana de Rusia
Ana I de Rusia o Anna Ioánnovna de Rusia (ruso: А́нна Иоа́нновна) (Moscú, 7 de febrero de 1693-San Petersburgo, 28 de octubre de 1740) fue  emperatriz de Rusia de 1730 a 1740.
Fue hija de Iván V, por tanto sobrina de Pedro el Grande y tía segunda de Pedro II (nieto de Pedro el Grande) al que sucedió en 1730. Contrajo matrimonio con Federico Guillermo Kettler, duque de Curlandia. Durante su reinado Rusia participó en la Guerra de Sucesión de Polonia (1733-1735) y se inició otra con los turcos.

## Biografía

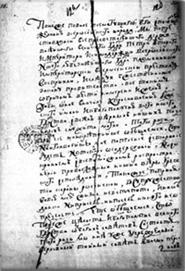
Las Condiciones rotas por Ana Ioánnovna.

A la muerte de Pedro II, que no dejó herederos directos, se reunió el "Consejo Privado Supremo" (Верховный тайный совет o Verjovny Tainy Soviet) y escogió a Ana como emperatriz. A cambio, ella accedió a firmar unas Condiciones que suponían un intento de establecer una monarquía constitucional. La intención de los miembros del Consejo, compuesto por los más grandes boyardos era poner en el trono a alguien fácilmente influenciable y que aceptara dócilmente firmar decretos que limitaran el poder imperial. Pasados 37 días, la emperatriz rompería las condiciones en público y disolvería el consejo, siendo sus miembros destituidos y enviados a Siberia.
Aprovechando la simpatía que generó en los regimientos y en la Guardia imperial, es bajo su apoyo que Ana se impuso como una verdadera autócrata. Una de sus primeras medidas consistió en activar una policía secreta que utilizó durante todo su reinado para intimidar y aterrorizar a quien se opusiera a su política. Desconfiando de la nobleza rusa, la alejó de las posiciones de poder que ofreció a personalidades de las regiones alemanas. Ernst Johann von Biron obtuvo una particular influencia en la corte, que normalmente encauzó en su favor.
Ana estableció una alianza con Carlos VI del Sacro Imperio Romano Germánico y llevó al Imperio Ruso a participar de la Guerra de Sucesión Polaca, imponiendo en el trono de Polonia a su candidato Augusto III.
El año 1735 atacó al Imperio otomano, pero Carlos VI firmó una paz aparte que obligó a Rusia a suspender las hostilidades y a devolver todas las conquistas a excepción de Azov. Además, durante su gobierno, se inició la expansión de Rusia hacia el Asia Central. Financió la Segunda Expedición a Kamchatka por la que Vitus Bering descubrió, entre otras tierras, Alaska.
Murió el 28 de octubre de 1740, al igual que su antecesor, sin dejar herederos directos, y nombró a su sobrino nieto Iván que solamente contaba con unos meses de vida, como su sucesor.

## Ancestros
|  |                                     |  |  |  |  |  |  |  |  |  |  |  |  |  |  |  |
|  | 16. Fiódor Románov                  |  |  |  |  |  |  |  |  |  |  |  |  |  |  |  |
|  |                                     |  |  |  |  |  |  |  |  |  |  |  |  |  |  |  |
|  |                                     |  |  |  |  |  |  |  |  |  |  |  |  |  |  |  |
|  | 8. Miguel I de Rusia                |  |  |  |  |  |  |  |  |  |  |  |  |  |  |  |
|  |                                     |  |  |  |  |  |  |  |  |  |  |  |  |  |  |  |
|  |                                     |  |  |  |  |  |  |  |  |  |  |  |  |  |  |  |
|  | 17. Ksenia Shestova                 |  |  |  |  |  |  |  |  |  |  |  |  |  |  |  |
|  |                                     |  |  |  |  |  |  |  |  |  |  |  |  |  |  |  |
|  |                                     |  |  |  |  |  |  |  |  |  |  |  |  |  |  |  |
|  | 4. Alejo I de Rusia                 |  |  |  |  |  |  |  |  |  |  |  |  |  |  |  |
|  |                                     |  |  |  |  |  |  |  |  |  |  |  |  |  |  |  |
|  |                                     |  |  |  |  |  |  |  |  |  |  |  |  |  |  |  |
|  | 18. Lukyán Stepánovich Streshniov   |  |  |  |  |  |  |  |  |  |  |  |  |  |  |  |
|  |                                     |  |  |  |  |  |  |  |  |  |  |  |  |  |  |  |
|  |                                     |  |  |  |  |  |  |  |  |  |  |  |  |  |  |  |
|  | 9. Yevdokiya Streshniova            |  |  |  |  |  |  |  |  |  |  |  |  |  |  |  |
|  |                                     |  |  |  |  |  |  |  |  |  |  |  |  |  |  |  |
|  |                                     |  |  |  |  |  |  |  |  |  |  |  |  |  |  |  |
|  | 19. Anna Konstantínovna Volkónskaya |  |  |  |  |  |  |  |  |  |  |  |  |  |  |  |
|  |                                     |  |  |  |  |  |  |  |  |  |  |  |  |  |  |  |
|  |                                     |  |  |  |  |  |  |  |  |  |  |  |  |  |  |  |
|  | 2. Iván V de Rusia                  |  |  |  |  |  |  |  |  |  |  |  |  |  |  |  |
|  |                                     |  |  |  |  |  |  |  |  |  |  |  |  |  |  |  |
|  |                                     |  |  |  |  |  |  |  |  |  |  |  |  |  |  |  |
|  | 20. Daniil Ivánovich Miloslavski    |  |  |  |  |  |  |  |  |  |  |  |  |  |  |  |
|  |                                     |  |  |  |  |  |  |  |  |  |  |  |  |  |  |  |
|  |                                     |  |  |  |  |  |  |  |  |  |  |  |  |  |  |  |
|  | 10. Ilyá Danílovich Miloslavski     |  |  |  |  |  |  |  |  |  |  |  |  |  |  |  |
|  |                                     |  |  |  |  |  |  |  |  |  |  |  |  |  |  |  |
|  |                                     |  |  |  |  |  |  |  |  |  |  |  |  |  |  |  |
|  | 5. María Miloslávskaya              |  |  |  |  |  |  |  |  |  |  |  |  |  |  |  |
|  |                                     |  |  |  |  |  |  |  |  |  |  |  |  |  |  |  |
|  |                                     |  |  |  |  |  |  |  |  |  |  |  |  |  |  |  |
|  | 11. Ekaterina Fiódorovna Narbékova  |  |  |  |  |  |  |  |  |  |  |  |  |  |  |  |
|  |                                     |  |  |  |  |  |  |  |  |  |  |  |  |  |  |  |
|  |                                     |  |  |  |  |  |  |  |  |  |  |  |  |  |  |  |
|  | 1. Ana de Rusia                     |  |  |  |  |  |  |  |  |  |  |  |  |  |  |  |
|  |                                     |  |  |  |  |  |  |  |  |  |  |  |  |  |  |  |
|  |                                     |  |  |  |  |  |  |  |  |  |  |  |  |  |  |  |
|  | 12. Piotr Saltykov                  |  |  |  |  |  |  |  |  |  |  |  |  |  |  |  |
|  |                                     |  |  |  |  |  |  |  |  |  |  |  |  |  |  |  |
|  |                                     |  |  |  |  |  |  |  |  |  |  |  |  |  |  |  |
|  | 6. Fiódor Petróvich Saltykov        |  |  |  |  |  |  |  |  |  |  |  |  |  |  |  |
|  |                                     |  |  |  |  |  |  |  |  |  |  |  |  |  |  |  |
|  |                                     |  |  |  |  |  |  |  |  |  |  |  |  |  |  |  |
|  | 3. Praskovia Saltykova              |  |  |  |  |  |  |  |  |  |  |  |  |  |  |  |
|  |                                     |  |  |  |  |  |  |  |  |  |  |  |  |  |  |  |
|  |                                     |  |  |  |  |  |  |  |  |  |  |  |  |  |  |  |
|  | 14. Mijaíl Tatíshchev               |  |  |  |  |  |  |  |  |  |  |  |  |  |  |  |
|  |                                     |  |  |  |  |  |  |  |  |  |  |  |  |  |  |  |
|  |                                     |  |  |  |  |  |  |  |  |  |  |  |  |  |  |  |
|  | 7. Anna Mijáilovna Tatíshcheva      |  |  |  |  |  |  |  |  |  |  |  |  |  |  |  |
|  |                                     |  |  |  |  |  |  |  |  |  |  |  |  |  |  |  |
|  |                                     |  |  |  |  |  |  |  |  |  |  |  |  |  |  |  |